# Deriva longitudinal
La deriva longitudinal es un fenómeno que ocurre al acelerar/frenar un vehículo. Es el deslizamiento de un neumático respecto al suelo. Tiene como consecuencia la aparición de una superficie de mal contacto rueda-suelo y afecta al coeficiente de adherencia del neumático. Para una deriva S del 15% el coeficiente es máximo, decreciendo si aumenta S. 